# Sebastián Lerdo de Tejada
Sebastián Lerdo de Tejada y Corral (n. a Xalapa, Veracruz el 24 d'abril de 1823; m. al 21 d'abril de 1889 a la ciutat de Nova York) fou jurista i president de Mèxic de 1872 a 1876.
Lerdo de Tejada nasqué a la ciutat de Xalapa, Veracruz, fill d'una família criolla. Després d'estudiar teologia per cin anys al Seminari Palafoxià de Puebla de los Ángeles, rebé els ordes menors, però decidí no exercir el sacerdoci. El 1851, es graduà com a avocat al Col·legi de San Idelfonso de la ciutat de Mèxic, una de les institucions superiors més reconegudes, la qual dirigí quan tenia només vint-i-nou anys.
El 1855 fou advocat de la Suprema Cort de Justícia de Mèxic. Fou conegut com a líder liberal i partidari del president Benito Pablo Juárez García. El 1857 fou designat Ministre d'Afers Exteriors per tres mesos durant la presidència d'Ignacio Comonfort, i president de la Cambra de Diputats el 1861.
Durant la Intervenció Francesa a Mèxic i el regnat de Maximilià d'Habsburg com a emperador de Mèxic, Lerdo de Tejada desconegué l'imperi i romangué lleial al president Benito Pablo Juárez García i als republicans, i participà activament en la resistència nacional. El govern republicà hagué d'abandonar la capital el 31 de maig de 1863. El 12 de setembre de 1863, quan el govern republicà itinerant es trobava a San Luis Potosí, Lerdo de Tejada fou designat Ministre d'Afers Exteriors, Interiors i de Justícia; càrrecs que conservà fins al 1871, 1868 i 1863 respectivament. Durant el Segon Imperi Mexicà, Lerdo de Tejada fou l'aliat i confident més proper del president Juárez. El 8 de novembre de 1865 signà el decret que estenia el mandat de Juárez fins que s'acabés la guerra contra l'imperi.
Amb el triomf de la República el 1865, Lerdo de Tejada continuà amb els seus càrrecs de Ministre, i a més fou diputat i president de la Suprema Cort de Justícia de Mèxic tot alhora. El 1871, es presentà com a candidat a la presidència, però Juárez resultà reelegit, i Lerdo de Tejada retornà a la Suprema Cort. En morir Juárez, el 1872, assumí la presidència com ho establia la constitució de Mèxic. Durant la seva administració inaugurà el ferrocarril de la ciutat de Mèxic al Port de Veracruz així com diversos instituts científics, i en general, millorà l'economia del país. El setembre de 1873 introduí les Lleis de Reforma dins la constitució.
Fou reelegit el 1876, però Porfirio Díaz es revoltà en armes amb el lema de "Sufragi Efectiu No Reelecció" i prengué el poder de govern. José María Iglesias, president de la Suprema Cort de Justícia, en virtut del que estipulava la constitució, reclamà la presidència i s'oposà a reconèixer Díaz, però el seu mandat no fou reconegut. Lerdo de Tejada s'exilià als Estats Units. Morí a la ciutat de Nova York el 21 d'abril de 1889. El segle següent les seves restes foren traslladades a la Rotonda dels Homes Il·lustres de la ciutat de Mèxic.
La seva germana, Soledad Lerdo de Tejada, es casà amb el músic i editor figuerenc establert a Mèxic Narcís Bassols i Soriano.